# Alternativa KAS
Alternativa KAS fou el programa marc polític de la Koordinadora Abertzale Sozialista i, per extensió, de tota l'esquerra abertzale. Es va convertir en l'eix de l'esquerra abertzale vinculada a ETA (ETA m, després de la dissolució d'ETA pm en 1982), tant és així que ella va ser l'origen i la cohesió per al naixement d'Herri Batasuna. També va ser la condició que ETA va posar per a abandonar la lluita armada: «No podrà existir un alto el foc fins que no sigui reconeguda l'alternativa KAS, ja que només llavors el poble basc arribarà veritablement a la llibertat».

## Origen
El juliol del 1976, pocs mesos després de la mort de Francisco Franco, l'esquerra abertzale es va dotar d'un programa polític de mínims per a accedir a la nova situació que s'aveïnava. El programa va ser dissenyat des de KAS i redactat en la seva primera edició per ETA pm. A aquest esborrany, EHAS (precursor de HASI) li va fer algunes anotacions, sent com a resultat el primer text que es va conèixer com a Alternativa KAS. Al principi van mostrar el seu acord, amb alguna matisació, ETA m, ETA pm, LAIA, EHAS, LAK i LAB. Més tard se sumaria EIA, el partit sorgit de la VII Assemblea d'ETA pm.
Va ser precisament la divergència sobre el suport a l'alternativa KAS la qual va provocar l'escissió en el si de LAIA, amb dos corrents que, mantenint el nom del Partit, es van definir amb el «bai» o el «ez», en funció del seu acord o no amb l'alternativa. L'alternativa KAS va ser presentada a Pamplona el 30 d'agost de 1976. ETA m, que llavors impulsaven la seva publicitat, consideraven que «l'alternativa de KAS hauria de considerar-se com una base democràtica mínima suficient per a, sense abandonar les tasques d'organització i armament populars, cessar en la nostra activitat armada, mantenint-nos en aquesta postura en tant no hagi un intent, per part de l'imperialisme espanyol o força política espanyola o de la burgesia basca, d'imposar la seva raó expresión de les seves interesesó per les armes. La necessitat d'aquest programa mínim obeeix a la comprovació tàctica que el nostre poble, com conjunt social, no està, a curt termini, disposat a afrontar les tasques de la lluita armada». En la seva redacció, el text va quedar de la següent manera: 
# Establiment de llibertats democràtiques.
1. Amnistia.
2. Adopció de mesures destinades a millorar les condicions de vida de les masses populars i en particular de la classe obrera.
3. Dissolució dels cossos repressius.
4. Reconeixement de la Sobirania Nacional d'Euskadi, el que comporta el dret del poble basc a disposar amb tota llibertat de la seva destinació nacional i la creació d'un Estat propi.
5. Establiment immediat i a títol provisional d'un Estatut d'Autonomia que agrupés Àlaba, Guipúscoa, Navarra i Biscaia.
6. Constitució, en el marc de tal Estatut, d'un Govern Provisional d'Euskadi.

En els mesos següents els grups de KAS van promoure una intensa campanya per al coneixement de l'Alternativa. El mateix Argala va assenyalar en una entrevista concedida poc abans de la seva mort que «l'alternativa de KAS constitueix la base indispensable per a parlar d'una normalització de la vida d'Euskadi, per a pensar en un camí menys violent de continuació de la vida política cap a la constitució d'una Euskadi independent, socialista, reunificada i euskaldun. Mentre que els objectius de l'alternativa KAS no s'aconsegueixin el poble basc estarà lligat, les vies institucionals no li serviran per a gran cosa, i la lluita armada serà una necessitat».

## L'alternativa KAS i ETA m
A principis de 1978, ETA m realitzava una actualització de l'alternativa KAS, després de constatar que el text original contenia alguns elements reivindicatius que no s'ajustaven a la conjuntura. Ara, el gener de 1978, l'organització terrorista pensava que hauria de presentar un programa transitori, orientat cap a la consecució de "llibertats democràtiques i que la seva consecució fora la base mínima per a l'alto el foc". El 30 de gener de 1978 ETA m aprofitava la reivindicació d'un atac contra les dependències del Govern Civil de Biscaia per a donar a conèixer l'actualització de l'alternativa KAS, tal com quedava després del debat que s'havia produït en el seu si:
1. Amnistia Total.
2. Legalització de tots els partits polítics, inclosos els independentistes sense necessitat de rebaixar els seus estatuts.
3. Expulsió d'Euskadi de la Guàrdia Civil, Policia Armada i Cos General de Policia.
4. Adopció de mesures per a millorar les condicions de vida i treball de les masses populars i especialment de la classe obrera. Satisfacció de les seves aspiracions socials i econòmiques immediates expressades pels seus organismes representatius.
5. Estatut d'Autonomia que, si més no, abasti els següents requisits: 
  1. Reconeixement de la Sobirania nacional d'Euskadi. Dret d'autodeterminació, inclòs el dret a la creació d'un estat propi.
  2. L'èuscar llengua oficial, prioritària d'Euskadi.
  3. Les forces de defensa ciutadana que substitueixin a les actuals repressives seran creades pel govern basc i dependents únicament d'ell.
  4. Les forces armades aquarterades a Euskadi, estaran sota control del Govern Basc.
  5. El poble basc posseirà poders suficients com per a dotar-se de les estructures econòmiques, socials i polítiques que consideri més convenients per al seu progrés i benestar, així com per a realitzar-ne qualsevol transformació autònoma»

Pel que fa al programa anterior van ser quatre les innovacions més importants. La primera d'elles la retirada de l'exigència d'un Govern Provisional. La segona va ser el canvi que es va introduir en el terme «dissolució» que passava a considerar-se com «retirada» de les forces repressives. Com tercera novetat notable s'assenyalava la inclusió d'un apartat sobre les mesures de millora per a les classes obrera i altres capes populars. I la quarta innovació va ser la qual a llarg termini oferia més joc polític: el reconeixement del dret d'autodeterminació.
En els anys següents, l'alternativa KAS es va convertir en l'eix de l'esquerra abertzale vinculada a ETA (ETA m, després de la dosolución d'ETA pm en 1982), tant és així que ella va ser l'origen i la cohesió per al naixement d'Herri Batasuna. També va ser la condició que ETA va posar per a abandonar la lluita armada: «No podrà existir un alto el foc fins que no sigui reconeguda l'alternativa KAS, ja que només llavors el poble basc arribarà a veritablement la llibertat». En els contactes que va haver posteriorment, previs a les Converses d'Alger, l'Alternativa KAS es va conformar com l'eix de discussió. Grups com el PSOE i el PNB van dissenyar diversos textos que, en la seva essència, pretenien modificar o endolcir els continguts de l'Alternativa.
A les Converses d'Alger de 1989 entre ETA i el Govern espanyol, la interlocució basca va preparar un extens treball sobre la inclusió dels punts de l'alternativa en l'ordenament jurídic espanyol. Però el fracàs de les converses va donar al trast amb les possibilitats de la seva plasmació. En 1995, els diversos grups que componen el conjunt de l'esquerra abertzale, van iniciar un debat sobre la readequació de l'Alternativa, igual que succeís en 1978 i sobre la base dels canvis que s'havien produït en el context polític i social basc, i que es va definir com a Alternativa Democràtica per a Euskal Herria. Els primers apunts del debat apuntaven que l'Alternativa s'hauria de conformar sobre la base de dos grans blocs, el primer d'ells destinat al seu contrast amb l'Estat espanyol i el segon, com acord entre les forces basques. Per al primer dels punts, la nova alternativa hauria d'incloure el reconeixement d'Euskal Herria, especialment del Dret d'Autodeterminació i la seva territorialitat, així com l'obertura d'un procés democràtic en Hegoalde del que es garantissin els seus resultats. En el segon dels apartats, les forces basques s'endinsarien en l'euskaldunització, el paper de l'Ertzaintza, l'educació, les llibertats democràtiques, etc. Les condicions mínimes per a aquests dos processos durien implícita l'amnistia total, la marxa d'Euskal Herria de les Forces Armades espanyoles i l'alto el foc d'ETA.